# 核轉運蛋白
核轉運蛋白（英語：Karyopherins）是一組蛋白質，負責真核細胞細胞質和細胞核之間的分子運輸，核轉運蛋白介導運輸會在核孔間發生。大多數的蛋白質都需要核轉運蛋白才能穿透核孔。
核轉運蛋白分爲兩種，包括內輸蛋白（幫助蛋白質進入細胞核）和外輸蛋白（幫助蛋白質離開細胞核）。在轉運分類資料庫（TCDB）中，核轉運蛋白屬於核孔復合物家族。
核轉運蛋白會從Ran梯度中取得轉運所需的能量。 
當核轉運蛋白受到外界壓力刺激時，一些核轉運蛋白會停止在細胞核和細胞質間穿梭，同時會隔離在應激顆粒（一種細胞質聚合而成的核糖核蛋白復合物）內。

## 內輸蛋白β
內輸蛋白β是一種特定的核轉運蛋白，有助於運送特殊運送蛋白（英語：cargo proteins）進入細胞核。首先，內輸蛋白β會在特殊運送蛋白進入細胞核（透過核孔使用從Ran梯度中取得的能量）前鏈結內輸蛋白α（另一種和特殊運送蛋白在細胞質內鏈結的核轉運蛋白）。當它們進入細胞核後，特殊運送蛋白會從核轉運蛋白分離。
內輸蛋白β也可以在沒有內輸蛋白α接頭蛋白的協助下攜帶蛋白質進入細胞核。

## 核轉運蛋白家族中的人類基因
- KPNA1（英语：KPNA1）
- KPNA2
- KPNA3（英语：KPNA3）
- KPNA4（英语：KPNA4）
- KPNA5（英语：KPNA5）
- KPNA6（英语：KPNA6）
- KPNB1（英语：KPNB1）
- CRM1（英语：CRM1）

## 圖像

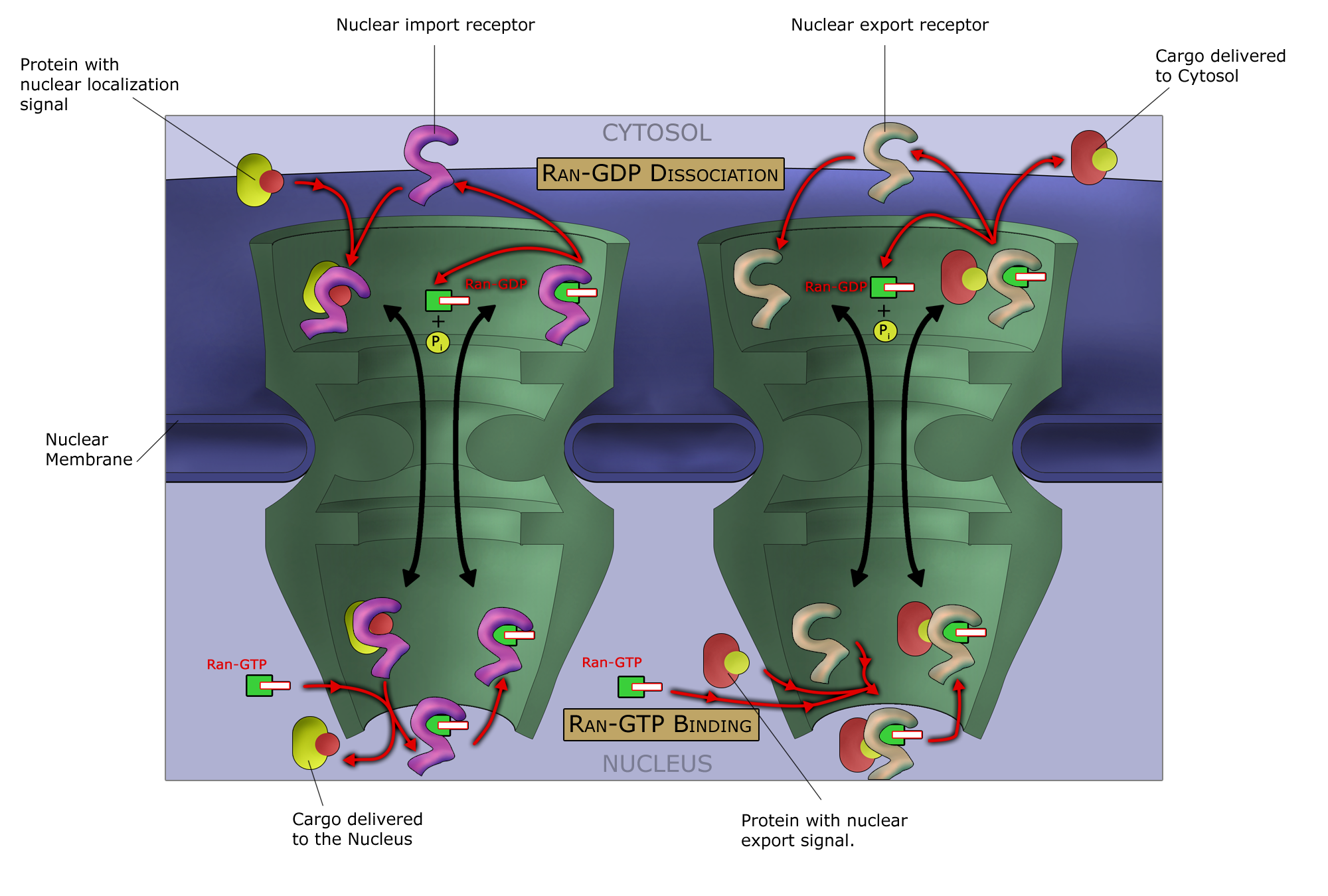
Ran-GTP循環

## 外部鏈結
- 醫學主題詞表（MeSH）：Karyopherins
- Illustrations at berkeley.edu （页面存档备份，存于）
- Karyopherin animations （页面存档备份，存于）
- Karyopherin illustrations （页面存档备份，存于）
- 3D electron microscopy structures of exportin from the EM Data Bank(EMDB) （页面存档备份，存于）